# Melaloncha genitalis
Melaloncha genitalis är en tvåvingeart som beskrevs av Borgmeier 1934. Melaloncha genitalis ingår i släktet Melaloncha och familjen puckelflugor. Inga underarter finns listade i Catalogue of Life.